# Гейбел, Мартин
Мартин Гейбел (англ. Martin Gabel; 19 июня 1912 года — 22 мая 1986 года) — американский актёр, режиссёр и продюсер, который работал в театре, кино и на телевидении в период 1930-70-х годов.
Во второй половине 1930-х годов Гейбел обратил на себя внимание как ведущий актёр передового бродвейского театра Mercury, после чего выступил продюсером нескольких спектаклей, среди них «Моя жизнь с отцом» (1939—1947), который по продолжительности проката остаётся рекордсменом среди немузыкальных бродвейских шоу.
В кино Гейбел зарекомендовал себя как мастер характерных ролей в таких нуаровых триллерах и драмах, как «Четырнадцать часов» (1951), «М» (1951), «Вор» (1952) и «Криминальная полоса в прессе США» (1952).

## Ранние годы и начало карьеры
Мартин Гейбел родился 19 июня 1912 года в Филадельфии в обеспеченной еврейской семье, его отец был ювелиром. После окончания школы Мартин поступил Лихайский университет в Бетлехеме, Пенсильвания, по специальности английский язык. На последнем курсе он настолько увлёкся театром, что уехал в Нью-Йорк, где поступил в Американскую академию драматических искусств. Однако в академии, по словам Гейбела, «обучение полностью вращалось вокруг того, чтобы сделать из меня подобающего гостя коктейльных вечеринок». После окончания академии Гейбел стал членом Чикагской театральной труппы, добившись в 1934 году успеха благодаря роли забавного игрока на скачках в комедийном спектакле «Три человека на лошади».

## Театральная карьера на Бродвее в 1935—1975 годах
В 1933 году он впервые вышел на нью-йоркскую сцену в спектакле «Человек кусает лошадь», после чего, по словам Хэла Эриксона, «его роли росли по размеру и значимости». Гейбел дебютировал на Бродвее в 1934 году в малозаметном фарсе «Небо — это предел». За ним последовал чрезвычайно успешный спектакль «Тупик» по пьесе Сидни Кингсли, который шёл на сцене с октября 1935 года до июня 1937 года, выдержав 687 представлений. Гейбел сыграл роль Хэнка, подручного крупного гангстера, приезжающего в бедный район Нью-Йорка, где прошло его детство. Перси Хэммонд, критик газеты Chicago Herald, оценил актёрскую работу Гейбела как «одну из десяти лучших в том году». Как отмечает обозреватель «Нью-Йорк Таймс» Гленн Фаулер, «последовало ещё несколько значимых ролей, и вскоре Гейбел прочно закрепился на нью-йоркской сцене». 

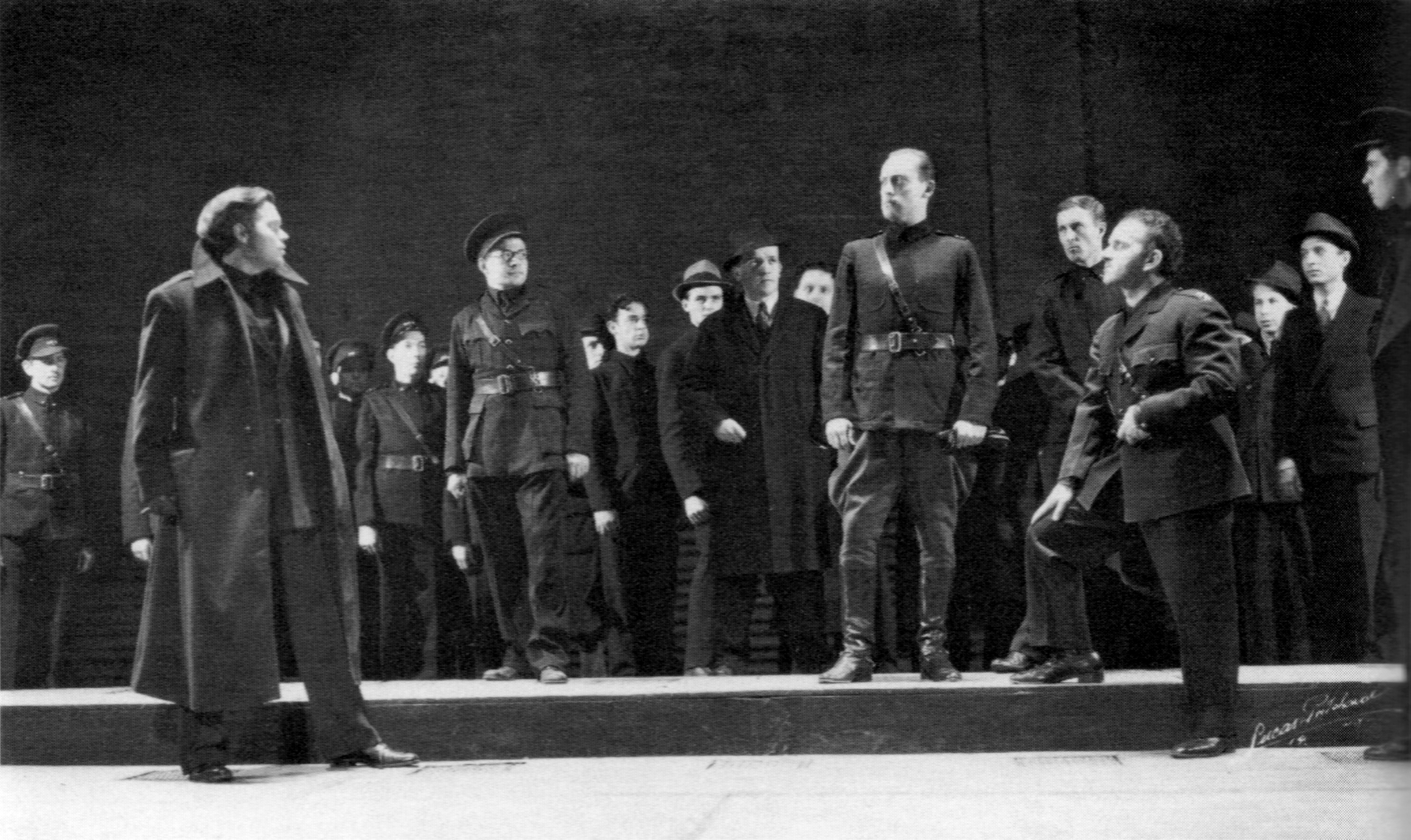
Сцена из спектакля «Юлий Цезарь» (1937). Четвёртый справа – Гейбел в роли Кассия

 После спектакля «Десять миллионов призраков» (1936), снова по пьесе Кингсли, в 1937 Гейбел стал одним из изначальных членов театра Mercury, которым руководил Орсон Уэллс. Гейбел сыграл в таких, по словам Эриксона, «революционных постановках театра», как исполнявшаяся в современных костюмах шекспировская трагедия «Юлий Цезарь» (1937-38), где он играл значимую роль Кассия, а также «Смерть Дантона» (1938), где Гейбел исполнял заглавную роль. В 1938 году помимо театра актёр также постоянно работал в популярном радиосериале Уэллса «Mercury Theatre в эфире».
Продолжая играть на сцене, Гейбел одновременно занялся театральным инвестированием и продюсированием. В конце 1930-х годов он и знакомый актёр Ричард Уортон вложили по 100 тысяч долларов в постановку комедии «Жизнь с отцом», что дало им долю в 40 процентов. Эта комедия, которая шла на бродвейской сцене с 1939 по 1947 год и выдержала 3224 представления, по сей день является «самой долго идущей немузыкальной комедией в истории бродвейского театра».
На протяжении 1940-х годов Гейбел в разном качестве принял участие в шести бродвейских спектаклях, среди них «Требуется молодая пара» (1940, сопродюсер, постановщик), «Медицинское шоу» (1940, продюсер, актёр), «Сливки в колодце» (1941, продюсер, режиссёр), «Кафе „Корона“» (1942, продюсер), «Убийца» (1945, продюсер, постановщик) и «Выжившие» (1948, продюсер, драматург, режиссёр).
В 1950-51 годах Гейбел исполнял роль графа Кента в бродвейской постановке шекспировской трагедии «Король Лир». После этого он сыграл в спектаклях «Слабый голубой свет» (1951), «Лежащая фигура» (1954-55), где создал образ роль арт-дилера, «Испортит ли успех Рока Хантера?» (1955-56) и «Соперничество» (1959). Он также выступил продюсером постановок «Видные люди» (1953), «Лежащая фигура» (1954-55), «Спрятанная река» (1957) и «Ещё раз, с чувством» (1958-59). Среди успешных продюсерских проектов Гейбела были также восстановление спектакля «Двадцатый век» (1950-51) с Хосе Феррером в главной роли, драма «Тигр у ворот» по пьесе Жана Жироду «Троянской войны не будет» (1955-56), а также лондонская постановка «Моби Дика» в собственном переложении с участием Орсона Уэллса.
Среди театральных ролей 1960-70-х годов наиболее значимыми стали роль эксцентричного издателя в комедии «Крупная рыба, мелкая рыбёшка» (1961), которая принесла ему театральную премию Тони, а также роль профессора Мориарти в мюзикле про Шерлока Холмса «Бейкер-стрит» (1963). Свою последнюю театральную роль Гейбел сыграл в 1974-75 годах в спектакле «Во славу любви».

## Карьера в кинематографе в 1947—1980 годах
В 1947 году Гейбел попробовал себя в роли кинорежиссёра, поставив нуаровый психологический триллер «Потерянное мгновение» (1947) по роману Генри Джеймса с Робертом Каммингсом и Сьюзен Хейворд в главных ролях. Назвав его «великолепным готическим фильмом», современный киновед Деннис Шварц посетовал, что Гейбел «больше не поставил ни одной картины».
В начале 1950-х годов Гейбел обратился к актёрской игре. Среди его картин этого периода Фаулер выделил фильмы нуар «Четырнадцать часов» (1951), «М» (1951), «Вор» (1952), «Криминальная полоса в прессе США» (1952) и «Ставка на мёртвого жокея» (1957). Нуаровый психологический триллер «Четырнадцать часов» (1951) рассказывал о молодом человеке, который решил покончить жизнь самоубийством, прыгнув с пятнадцатого этажа нью-йоркского небоскрёба. Фильм получил высокие оценки критики, а кинообозреватель «Нью-Йорк Таймс» Босли Краузер среди обширного состава актёров второго плана выдел игру «Барбары Бел Геддес в роли возлюбленной главного героя и Мартина Гейбела в роли психиатра». В фильме нуар «М» (1951), ремейке одноимённого классического нуара Фрица Ланга 1931 года, Гейбел сыграл роль криминального босса Чарли Маршалла, который параллельно с полицией организует охоту на маньяка, убивающего маленьких детей. Журнал Variety обратил особое внимание на сильную актёрскую игру в фильме, указав, что «Дэвид Уэйн в роли убийцы маленьких детей играет сильно и убедительно, Лютер Адлер в роли пьяного гангстерского адвоката выдаёт выдающуюся игру, также как и Гейбел в роли гангстерского вожака». В шпионском триллере «без слов» под названием «Вор» (1952) с Рэем Милландом в роли физика-ядерщика Алана Филдса, который передаёт государственные секреты иностранной разведке, Гейбел сыграл вражеского агента, который руководит деятельностью Филдса. В драме «Криминальная полоса в прессе США» (1952) Гейбел, по словам Босли Краузера, «рисует зловещий портрет криминального лорда», преступную деятельность которого пытается разоблачить редактор крупной газеты в исполнении Хамфри Богарта. В криминальном триллере «Ставка на мёртвого жокея» (1957) по рассказу Ирвина Шоу Гейбел сыграл контрабандиста и наркоторговца, который предлагает проигравшему последние деньги на скачках бывшему военному лётчику (Роберт Тейлор) перевезти нелегальный груз из Каира в Мадрид.
Среди последующих картин Гейбела критики выделяют мистическую криминальную мелодраму Альфреда Хичкока «Марни» (1964), где он сыграл небольшую роль налогового консультанта и босса главной героини, у которого она крадёт 10 тысяч долларов. В дальнейшем Гейбел сыграл небольшие роли в популярных комедиях «Прощай, Чарли» (1964) и «Развод по-американски» (1967). Он вновь сыграл мафиози в неонуаровом детективе «Леди в цементе» (1968) с Фрэнком Синатрой в главной роли, после чего последовала роль коррумпированного начальника тюрьмы в вестерне «Жил-был обманщик» (1970) и психиатра в чёрной комедии «Первая полоса» (1974). Свою последнюю кинороль куратора отдела холодного оружия в музее «Метрополитен» Гейбел сыграл в криминальной драме «Первый смертный грех» (1980), продюсером и исполнителем главной роли в которой был Синатра.

## Карьера на радио и телевидении
На радио Гейбел добился признания критики в качестве страстного рассказчика в радиопередаче о победе во Второй мировой войне «На триумфальной ноте», которая вышла в эфир 8 мая 1945 года.
Он был закадровым рассказчиком в 26 эпизодах телесериала «Альманах» (1953), сыграл гостевые роли в телесериалах «Городская знаменитость» (1954), «Театр 90» (1959), «Пьеса недели» (1960), «Триллер» (1960) и «Есть оружие — будут путешествия» (1960-61). В 1961 году Гейбел сыграл роль Эркюля Пуаро в пилотной серии одноимённого сериала, который в итоге вышел в эфир как эпизод программы «Театр от „Дженерал Электрик“». Он также сыграл в эпизодах телесериалов телефильмах «Харви» (1972), «Улыбнись Дженни, ты мертва» (1974) и «Заказ на Черри-Стрит» (1977).

## Актёрское амплуа и анализ творчества
Как отметил Гленн Фаулер в «Нью-Йорк Таймс», «Мартин Гейбел, карьера которого в качестве актёра, режиссёра и бродвейского продюсера охватила четыре десятилетия», хотя и «играл в голливудских фильмах и на телевидении, однако более всего его знают по игре на бродвейской сцене».
Вместе с тем, по мнению автора биографии актёра на Turner Classic Movies, «Гейбел был также широко известен благодаря своим экранным ролям». По словам Фаулера, в 1930-60-е годы «он завоевал признание как „мастер на все руки“, обычно играя характерные роли и роли второго плана, некоторые из которых были достойны наград». При этом Эриксон отмечает, что «он часто играл опасных и отрицательных персонажей», в частности, в фильмах «М» (1951) и «Криминальная полоса в прессе США» (1952), но при этом часто выступал и в образе врачей или психологов.

## Личная жизнь
В 1946 году, после службы в армии во время Второй мировой войны, Гейбел женился на актрисе Арлин Френсис. За свою карьеру она сыграла в нескольких фильмах, а также в нескольких бродвейских пьесах, продюсером которых был Гейбел. Кроме того, начиная с 1950 года и до середины 1970-х годов она была постоянным участником популярного телеконкурса «Какова моя профессия?». Гейбел также неоднократно принимал участие в этом телешоу в качестве гостя.
В течение многих лет Гейбелы жили в собственном доме в Маунт Киско, штат Нью-Йорк, но с середины 1960-х годов их главным местом жительства стала квартира в гостинице «Ритц Тауэр» на Парк-авеню в Нью-Йорке. Они переехали в манхеттенскую гостиницу, когда по словам Френсис, «её выкинула из кухни её собственная повариха». Гейбел с удовольствием согласился на предложение попробовать жить в гостинице. В 1947 году у пары родился сын Питер.

## Смерть
22 мая 1986 года у Гейбела случился неожиданный сердечный приступ в тот момент, когда он находился в своей квартире в гостинице «Ритц Тауэр». Его срочно доставили в одну их нью-йоркских больниц, где в приёмных покоях была констатирована его смерть. Ему было 73 года.

## Фильмография

### Как актёр
| Год       |    | Русское название                            | Оригинальное название       | Роль                       |
| --------- | -- | ------------------------------------------- | --------------------------- | -------------------------- |
| 1951      | ф  | Четырнадцать часов                          | Fourteen Hours              | доктор Страусс             |
| 1951      | ф  | М                                           | М                           | Чарли Маршалл              |
| 1951      | с  | ТВ театр Сомерсета Моэма                    | Somerset Maugham TV Theatre |                            |
| 1951      | с  | Отбой                                       | Lights Out                  | Агент                      |
| 1952      | ф  | Криминальная полоса в прессе США            | Deadline - U.S.A.           | Томас Риенци               |
| 1952      | ф  | Вор                                         | The Thief                   | мистер Блик                |
| 1953—1954 | с  | Альманах (26 эпизодов)                      | Omnibus                     | рассказчик                 |
| 1954      | с  | Городская знаменитость                      | Toast of the Town           |                            |
| 1957      | с  | Сказать по правде                           | To Tell The Truth           |                            |
| 1957      | ф  | Ставка на мёртвого жокея                    | Tip on a Dead Jockey        | Берт Смит                  |
| 1959      | с  | Театр 90                                    | Playhouse 90                | Джордж Бэрроу              |
| 1960      | с  | Пьеса недели                                | Play of the Week            | Улисс                      |
| 1960      | с  | Триллер                                     | Thriller                    | Фрайтаг                    |
| 1960      | тф | Нужный человек                              | The Right Man               | Уильям Дженнингс Брайант   |
| 1960—1961 | с  | Есть оружие – будут путешествия (2 эпизода) | Have Gun - Will Travel      | Натан Шотнесс              |
| 1961      | тф | Сила и слава                                | The Power and the Glory     | шеф полиции                |
| 1961      | с  | Американцы                                  | The Americans               | Тим Мэйхью                 |
| 1961      | с  | Шоу Джека Паара                             | The Jack Paar Show          |                            |
| 1961      | с  | Сотня Кейна (2 эпизода)                     | Cain’s Hundred              | Джордж Винсент             |
| 1961      | с  | Шоу недели от «Дюпон»                       | The DuPont Show of the Week | ДиЛука                     |
| 1962      | с  | Театр от «Дженерал Электрик»                | General Electric Theater    | Эркюль Пуаро               |
| 1962      | с  | Обнажённый город                            | Naked City                  | Джерри Брейсон             |
| 1964      | ф  | Марни                                       | Marnie                      | Сидни Стратт               |
| 1964      | ф  | Прощай, Чарли                               | Goodbye Charlie             | Мортон Крафт               |
| 1965      | с  | Профили отваги                              | Profiles of Courage         | Даниэл Уэбстер             |
| 1966      | с  | Тарзан                                      | Tarzan                      | Питер Маас                 |
| 1967      | ф  | Развод по-американски                       | Divorce American Style      | доктор Зенвинн             |
| 1968      | ф  | Леди в цементе                              | Lady in Cement              | Эл Мангар                  |
| 1970      | ф  | Жил-был обманщик                            | There Was a Crooked Man     | начальник тюрьмы ЛеГофф    |
| 1972      | тф | Харви                                       | Harvey                      | судья Омар Гэффни          |
| 1974      | тф | Улыбайся, Дженни, ты покойница              | Smile Jenny, You're Dead    | Мид Де Рюйтер              |
| 1974      | ф  | Первая полоса                               | The Front Page              | доктор Макс Дж. Эггелхофер |
| 1977      | тф | Контракт на Черри-стрит                     | Contract on Cherry Street   | Барух «Боб» Вальдман       |
| 1980      | ф  | Первый смертный грех                        | The First Deadly Sin        | Кристофер Лангли           |

### Как режиссёр и продюсер
| Год  |   | Русское название            | Оригинальное название          | Роль                     |
| ---- | - | --------------------------- | ------------------------------ | ------------------------ |
| 1947 | ф | Потерянное мгновение        | The Lost Moment                | Режиссёр                 |
| 1947 | ф | Катастрофа: История женщины | Smash-Up: The Story of a Woman | Ассоциированный продюсер |